# ヒーロー HOLDING OUT FOR A HERO
「ヒーロー HOLDING OUT FOR A HERO」（ヒーロー ホールディング・アウト・フォー・ア・ヒーロー）は、1984年5月21日にリリースされた北川剛のシングル。のちに葛城ユキと麻倉未稀が競作として立て続けに発表され、葛城版は1984年7月5日に、麻倉版は1984年11月5日にシングルとしてリリースされた。
いずれも、1984年に公開された映画『フットルース』の挿入歌ボニー・タイラーの「ホールディング・アウト・フォー・ア・ヒーロー」の日本語カヴァー。タイラーの原曲シングルは、アイルランドで1位、英国で2位など、国によってはヒットしているが、全米ビルボードシングルチャートでは最高34位にとどまり、米国ではさほどヒットはしなかった。

## 制作
北川版をはじめ、葛城版と麻倉版はそれぞれ歌詞は異なるが、作詞はどちらも売野雅勇である。北川版と葛城版は男性目線、麻倉版は女性目線で綴られている。
麻倉版は当初、アルバム曲として制作されたものだったが、ドラマ主題歌になることが決まり、急遽レコーディングし直した。また、サビの半分以上は英語のままであり、最後のサビの繰り返し部分では日本語が全くない。
麻倉版の主語は「あなた」だが、葛城盤と原曲の主語は「私」である。

## 記録
麻倉版は、オリコンチャートは最高19位留まりだったが、ロングヒットとなり18.1万枚のセールスを記録した。オリコン調べでは、麻倉のシングルとして1983年11月発売の「黄昏ダンシング」に次ぐ2番目の売上を記録した。

## テーマ曲として

### スクール☆ウォーズのテーマ曲
麻倉版は、TBS土曜21時台の大映ドラマ『スクール☆ウォーズ』の主題歌として使用され、ドラマと共にヒットした。ドラマのオープニングでは「ヒーロー」と表記されている。
映画そのもの以上に曲に魅せられた大映テレビのプロデューサー春日千春が主題歌を選ぶ時に「これしか無い」と確信して決めた。
前奏部分の芥川隆行によるナレーションに合わせて伏見工業高校ラグビー部（ドラマでの川浜高校のモデル）が入場するシーンが登場し、次いで学校内をバイクが走り、窓ガラスが次々と破られ、昇降口で生徒が喝上げされる映像が特徴的である。又、「ONE FOR ALL」と「YOU NEED A HERO」の欧文フッターも表示された。
のちのテレビ番組などでラグビーの話題の際のBGMとして定番曲となった。

### その他のテーマ曲
- キックボクシング J-NETWORKライト級ランキング元1位のファイヤー原田の入場曲。
- ボクシング 第18代WBC世界ジュニアウェルター級王者の浜田剛史、第38代WBC・第30代IBF世界ライトフライ級・第26代IBF世界フライ級王者の矢吹正道の入場曲。
- 新日本プロレスのレスラー集団（ユニット）『青義軍』が、イメージソング・リング入場曲としても使用している。
- ボニー・タイラーの原曲が韓国プロ野球・KTウィズに2015年から所属しているアンディ・マルテの球団公式応援歌として使われている。なお、韓国では「スクール☆ウォーズ」の知名度はなく、アメリカ合衆国のヒット曲としてのみ知られている。
- 2019年公開の映画「名探偵ピカチュウ」のWEB用プロモ映像（日本語版）に、麻倉未稀のバージョンが使用されている。なお、ワーナーピクチャーズが公開したオリジナル版のトレイラー映像（日本語版と内容は同じ）では、ボニー・タイラーの原曲が使用されている。なお、映画本編ではどちらも使用されていない。
- 2022年公開の映画「ブレット・トレイン」では劇中の舞台が日本であるため挿入歌として再録された麻倉未稀版が使用された。
- 2019年より放送されているアニメ「かぐや様は告らせたい」の本編における挿入歌において、この曲を元にしたものを使用している。

## 収録曲

### 北川剛盤
| #  | タイトル                            | 作詞                 | 作曲                        | 編曲     | 時間 |
| -- | ----------------------------------- | -------------------- | --------------------------- | -------- | ---- |
| 1. | 「ヒーロー HOLDING OUT FOR A HERO」 | - 日本語詞: 売野雅勇 | Jim Steinman Dean Pitchford | 飛沢宏元 | 4:31 |
| 2. | 「サマーナイト・コール」            | 売野雅勇             | 宇崎竜童                    | 川村栄二 | 3:39 |

### 葛城ユキ盤
| #  | タイトル                            | 作詞                 | 作曲                        | 編曲     |
| -- | ----------------------------------- | -------------------- | --------------------------- | -------- |
| 1. | 「ヒーロー HOLDING OUT FOR A HERO」 | - 日本語詞: 売野雅勇 | Jim Steinman Dean Pitchford | 野口久和 |
| 2. | 「FIRE」                            | 岡本おさみ           | 鈴木キサブロー              | 井上大輔 |

### 麻倉未稀盤
| #  | タイトル                            | 作詞                 | 作曲                        | 編曲     |
| -- | ----------------------------------- | -------------------- | --------------------------- | -------- |
| 1. | 「ヒーロー HOLDING OUT FOR A HERO」 | - 日本語詞: 売野雅勇 | Jim Steinman Dean Pitchford | 渡辺博也 |
| 2. | 「横須賀 Break dance」              | 麻倉未稀             | Michael Lin                 | 戸塚修   |

## その他のカバー
- 小柳ルミ子 - 1987年、第38回NHK紅白歌合戦で歌唱[5]。歌詞は麻倉版とは異なり、片桐和子による日本語詞である。小柳版はレコード・CD化はされていない。
- REIKA - 2002年5月に稼動したアーケードゲーム『pop'n music8』にて収録）
- 大黒摩季 - 2004年。映画『スクールウォーズ・HERO』の主題歌として使用された。
- デーモン閣下 - 2008年(魔暦10年)、アルバム『GIRLS' ROCK √Hakurai』に収録。
- Rockstar Steady（相川七瀬によるガールズバンド・プロジェクト）- 2011年、アルバム『Gossip』に収録。
- 伊藤咲子 - 2013年、アルバム『伊藤咲子全曲集〜女の歌〜』に収録。
- 島津亜矢 - 2013年9月18日、カバーアルバム『SINGER 2』に収録。
- 岡野ひなた（田中美海）、片岡メグ（松浦チエ）、矢田桃花（諏訪彩花） - テレビアニメ『暗殺教室』のキャラクターソングとして、BD&DVD第1巻の初回生産限定版特典CDに収録。その後、アルバム『暗殺教室 ベストアルバム ～Music Memories～』に再録。
- 水雲 - 2020年、カバーアルバム『歌謡抄〜雲の巻(2)〜』に収録。